# 국민부활을 위한 폴란드
국민부활을 위한 폴란드(영어: Narodowe Odrodzenie Polski 나로도베 오드로제니예 폴스키[*], NOP)는 폴란드의 국수주의 정당으로, 현재 바르샤바의 지방법원과 국민선거위원회에 등록되어 있다. 2015년 총선 기준 한 석도 얻지 못했다. 유럽 국민전선의 회원이다.

## 선거 결과
2001년 NOP는 처음으로 정계 입문을 시도하였었다. 그 당시 NOP의 기구인 신권력동맹 (Sojusz Nowych Sił)이 정치 블록 대안사회운동 (Alternatywa Ruch Społeczny)에 들어간 적이 있었으며, ARS가 0.5% 득표하자 해산하면서 끝내 좌절하게 된다. 이후 2005년부터 계속해서 선거에 참여하였으나 저조한 득표율로 인해 여러 번 실패하였다.
2011년 총선에서는 "아네타 스템러" 후보가 출마하였는데, 이번에는 3%라는 득표율을 받아 상당히 선전하였으나 다른 후보들에 밀려 낙선하였다.
| 선거   | 합계   | 득표율 | 의석    |
| ------ | ------ | ------ | ------- |
| 2001년 | ?      | 0.5%   | 0 / 460 |
| 2005년 | ?      | 0.06%  | 0 / 460 |
| 2006년 | 41,000 | 0.3%   | 0 / 561 |
| 2007년 | 42,407 | 0.24%  | 0 / 460 |
| 2010년 | ?      | 0.3%   | 0 / 561 |
| 2011년 | 2,934  | 3.1%   | 0 / 460 |

## 같이 보기
- 국민급진기지
- 국민급진기지 팔랑가
- 국민급진기지